# LOVE (MULTI MAXの曲)
『LOVE』（ラヴ）は、MULTI MAXの楽曲。3枚目のシングルとして、1991年11月6日に発売された。発売元は東芝EMI / EASTWORLD。

## 解説
シングルとしては「WINDY ROAD」からおよそ半年ぶりとなる作品。

## 収録曲
| 全編曲: 村上啓介。 |           |            |           |       |
| #                  | タイトル  | 作詞       | 作曲      | 時間  |
| 1.                 | 「LOVE」  | 青木せい子 | CHAGE     | 4:55  |
| 2.                 | 「SO SO」 | 澤地隆     | 村上啓介  | 5:08  |
| 合計時間:          | 合計時間: | 合計時間:  | 合計時間: | 10:03 |

## 楽曲解説
1. LOVE
日本石油「レーサー100」CMソング、および、東映配給映画『JINGI 仁義』主題歌。
後の2008年に発売されたCHAGEのソロ名義によるアルバム『アイシテル』にてセルフカバー。
2. SO SO
村上がボーカルを担当している。
アルバム『Human』に収録されている。

## 収録アルバム
- Human (#1, #2)
- MAX TOOL VOL.1 (#1)
- CHAGE BEST SONGS/PROLOGUE (#1)
- アイシテル (#1, セルフカバー)
- Instinto (#1, セルフカバー)